# Auxelles-Haut
Ne doit pas être confondu avec Auxelles-Bas.
Auxelles-Haut (en franc-comtois Ossarre-Hât) est une commune française située dans le département du Territoire de Belfort, la région culturelle et historique de Franche-Comté et la région administrative Bourgogne-Franche-Comté.
Auxelles-Haut est administrativement rattachée au canton de Giromagny.

## Géographie
La commune se situe dans le département du Territoire de Belfort, au nord-ouest de celui-ci, où elle jouxte le département de la Haute-Saône. Elle est entourée par les communes de Lepuix, Giromagny, Auxelles-Bas, Plancher-Bas, Plancher-les-Mines.
Établi sur le revers méridional du massif des Vosges et dominant la Trouée de Belfort, le village à l'ambiance pittoresque compte parmi les plus montagnards du département. Environné par la forêt vosgienne, il est dominé à l'est par le sommet arrondi de l'Ordon-Verrier (963 m) et au nord-ouest par une ligne de crête de plus de 1 000 m, culminant à 1 114 m à la Tête de Charborue.
C'est une des 189 communes du parc naturel régional des Ballons des Vosges.

### Climat
Pour des articles plus généraux, voir Climat de la Bourgogne-Franche-Comté et Climat du Territoire de Belfort.
En 2010, le climat de la commune est de type climat de montagne, selon une étude du Centre national de la recherche scientifique s'appuyant sur une série de données couvrant la période 1971-2000. En 2020, Météo-France publie une typologie des climats de la France métropolitaine dans laquelle la commune est exposée à un climat semi-continental et est dans la région climatique Vosges, caractérisée par une pluviométrie très élevée (1 500 à 2 000 mm/an) en toutes saisons et un hiver rude (moins de 1 °C).
Pour la période 1971-2000, la température annuelle moyenne est de 8,8 °C, avec une amplitude thermique annuelle de 16,8 °C. Le cumul annuel moyen de précipitations est de 1 851 mm, avec 12,9 jours de précipitations en janvier et 11,8 jours en juillet. Pour la période 1991-2020, la température moyenne annuelle observée sur la station météorologique de Météo-France la plus proche, « Plancher-les-Mines », sur la commune de Plancher-les-Mines à 3 km à vol d'oiseau, est de 9,8 °C et le cumul annuel moyen de précipitations est de 2 048,8 mm. 
La température maximale relevée sur cette station est de 37,5 °C, atteinte le 12 août 2003 ; la température minimale est de −23 °C, atteinte le 9 janvier 1985,,.
Les paramètres climatiques de la commune ont été estimés pour le milieu du siècle (2041-2070) selon différents scénarios d'émission de gaz à effet de serre à partir des nouvelles projections climatiques de référence DRIAS-2020. Ils sont consultables sur un site dédié publié par Météo-France en novembre 2022.

## Urbanisme

### Typologie
Au 1er janvier 2024, Auxelles-Haut est catégorisée commune rurale à habitat dispersé, selon la nouvelle grille communale de densité à sept niveaux définie par l'Insee en 2022.
Elle est située hors unité urbaine. Par ailleurs la commune fait partie de l'aire d'attraction de Belfort, dont elle est une commune de la couronne,. Cette aire, qui regroupe 91 communes, est catégorisée dans les aires de 50 000 à moins de 200 000 habitants,.

### Occupation des sols
L'occupation des sols de la commune, telle qu'elle ressort de la base de données européenne d’occupation biophysique des sols Corine Land Cover (CLC), est marquée par l'importance des forêts et milieux semi-naturels (92 % en 2018), une proportion identique à celle de 1990 (92 %). La répartition détaillée en 2018 est la suivante : forêts (92 %), zones urbanisées (6,6 %), zones agricoles hétérogènes (1,2 %), prairies (0,2 %). L'évolution de l'occupation des sols de la commune et de ses infrastructures peut être observée sur les différentes représentations cartographiques du territoire : la carte de Cassini (XVIIIe siècle), la carte d'état-major (1820-1866) et les cartes ou photos aériennes de l'IGN pour la période actuelle (1950 à aujourd'hui).

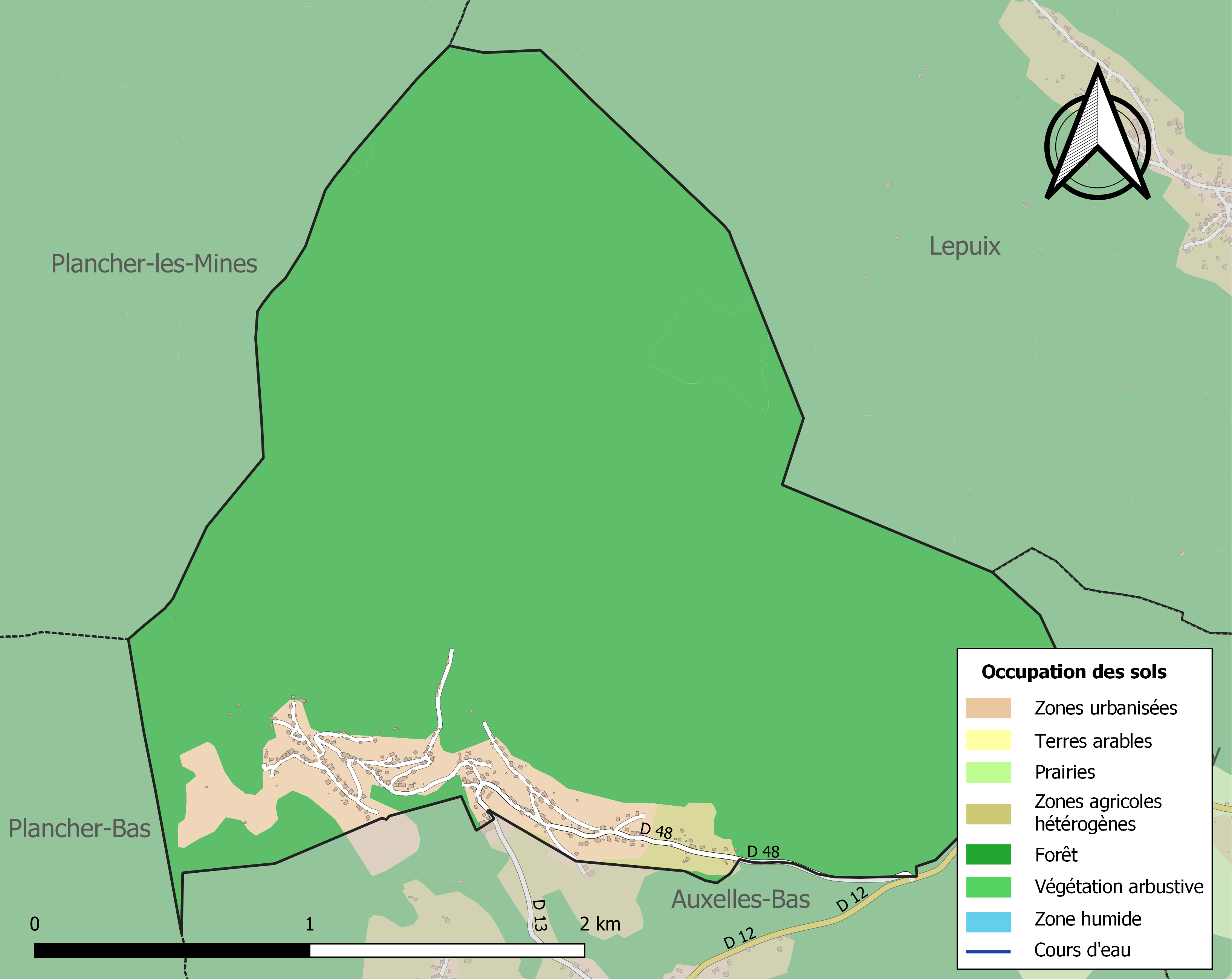
Carte des infrastructures et de l'occupation des sols de la commune en 2018 (CLC).

## Communes limitrophes
| Plancher-les-Mines (Haute-Saône) |               | Lepuix    |
|                                  | Auxelles-Haut | Giromagny |
| Plancher-Bas (Haute-Saône)       | Auxelles-Bas  |           |

## Toponymie
- Village ne datant que du XVIe siècle, il portait le nom de Village-Neuf, Neudorf ou Oberdorf (Revue d'Alsace, VIII, 25).
- En allemand : Ober-Assel[15].

## Histoire
Ober-Assel comme on l'appelait à l'époque autrichienne doit son existence à l'exploitation minière qui s'est développée dès la fin du XIVe siècle dans tout le nord du département. La commune d'Auxelles se divisa en 1569 pour donner naissance à Auxelles-Haut et Auxelles-Bas.
Des mineurs venus du Tyrol et de Saxe immigrent dans le sud des Vosges au XIVe siècle pour travailler au creusement des puits et des galeries et à l'extraction du minerai de plomb, de cuivre et d'argent. Les noms germaniques apportés par cette population se retrouvent à Auxelles-Haut dans la toponymie (Gesellschaft, Teuschgrund, Pfennigthurm...) et bien sûr dans les patronymes, bien que très souvent francisés. Les puits et galeries portent la plupart du temps un nom de saint : Saint-Jean-Fundgruben, Saint-Philippe...

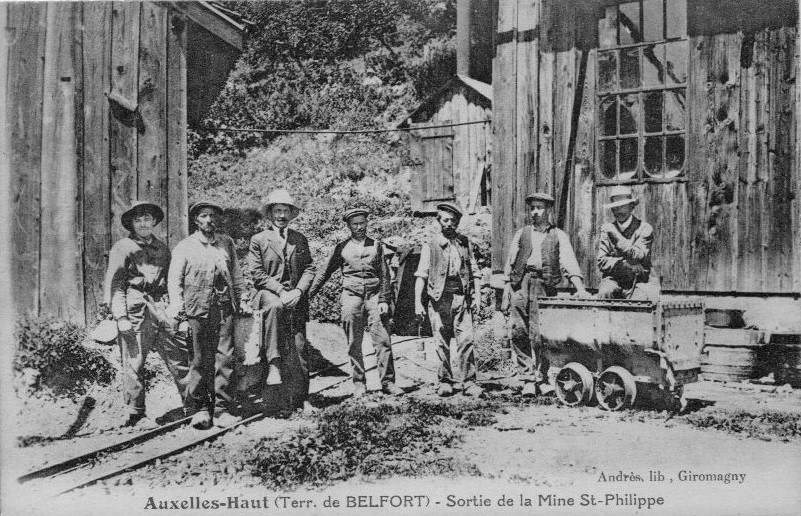
La mine Saint-Philippe vers 1900.

L'exploitation des mines d'Auxelles-Haut était complexe et dangereuse en raison de l'instabilité des terrains. Elle était encore compliquée par la présence de grandes quantités d'eau qu'il fallait extraire des mines. Des machines hydrauliques perfectionnées furent installées dans les années 1670-1680, utilisant la force motrice de l'eau de surface amenée aux mines grâce à un système de petits barrages et de canaux parcourant la montagne, et introduite dans les galeries par des conduites forcées. À l'intérieur de la mine Saint-Jean, en particulier, une immense salle accueillait une roue hydraulique de près de 10 mètres de diamètre ce qui était un exploit technologique pour l'époque. La mine Saint-Jean était l'une des trois grandes mines du Rosemont (la région dont Giromagny est le chef-lieu), avec celles du Phanitor et de Saint-Pierre au Montjean. Elle ne produisait que du plomb, qui était utilisé pour séparer le cuivre de l'argent issu des autres mines. La production d'argent assurait des revenus importants ce qui explique que l'on ait réalisé des investissements considérables notamment pour mettre au point des machines hydrauliques très perfectionnées.
L'exploitation des mines a cessé à la fin du XVIIIe siècle, les filons les plus rentables ayant été épuisés. Au XIXe siècle, un tissage mécanique entraîné par la force de l'eau est construit par l'industriel Boigeol. On peut encore voir les ruines de deux petits barrages qui portent son nom, au nord du village dans le vallon du Rhôme, et qui étaient utilisés comme réserve d'eau permettant d'alimenter le moteur hydraulique. Il est probable que ces barrages aient été établis sur ceux servant à l'alimentation des machines hydrauliques des mines, aux siècles précédents.
On peut encore voir à différents endroits les vestiges de l'activité minière : galeries de mines et déblais dans le village, haldes dans la lande du Mont Ménard.
Cette activité industrielle très ancienne a laissé une marque profonde dans la structure de l'habitat : on voit à Auxelles-Haut quantité de maisons de mineurs et d'ouvriers, petites et serrées les unes contre les autres, près des mines, contrairement à ce que l'on voit à Auxelles-Bas où la maison typique est la grosse ferme paysanne.
L'église du village date de 1841, elle est située sous le cimetière établi près du piton rocheux où s'élevait autrefois le château médiéval, dont on voit encore les fossés, selon un plan circulaire typique de la motte castrale. À proximité, on peut voir un ancien puits de reconnaissance réalisé par EDF pour la recherche d'uranium dans les années 1970.
Plusieurs monuments entretiennent le souvenir de la Résistance contre l'occupant pendant la Seconde Guerre mondiale, et des combattants de l'ombre tués par les Allemands dans le village.
Au Mont Ménard, la Vierge des Auxelles a été installée pour la remercier d'avoir protégé la population. Un autre lieu emblématique de la commune est la Chaume du Querty, pâturage communal où se maintiennent deux chalets associatifs et où montent les Quichelots pour cueillir les myrtilles ou brimbelles.

## Politique et administration

### Liste des maires

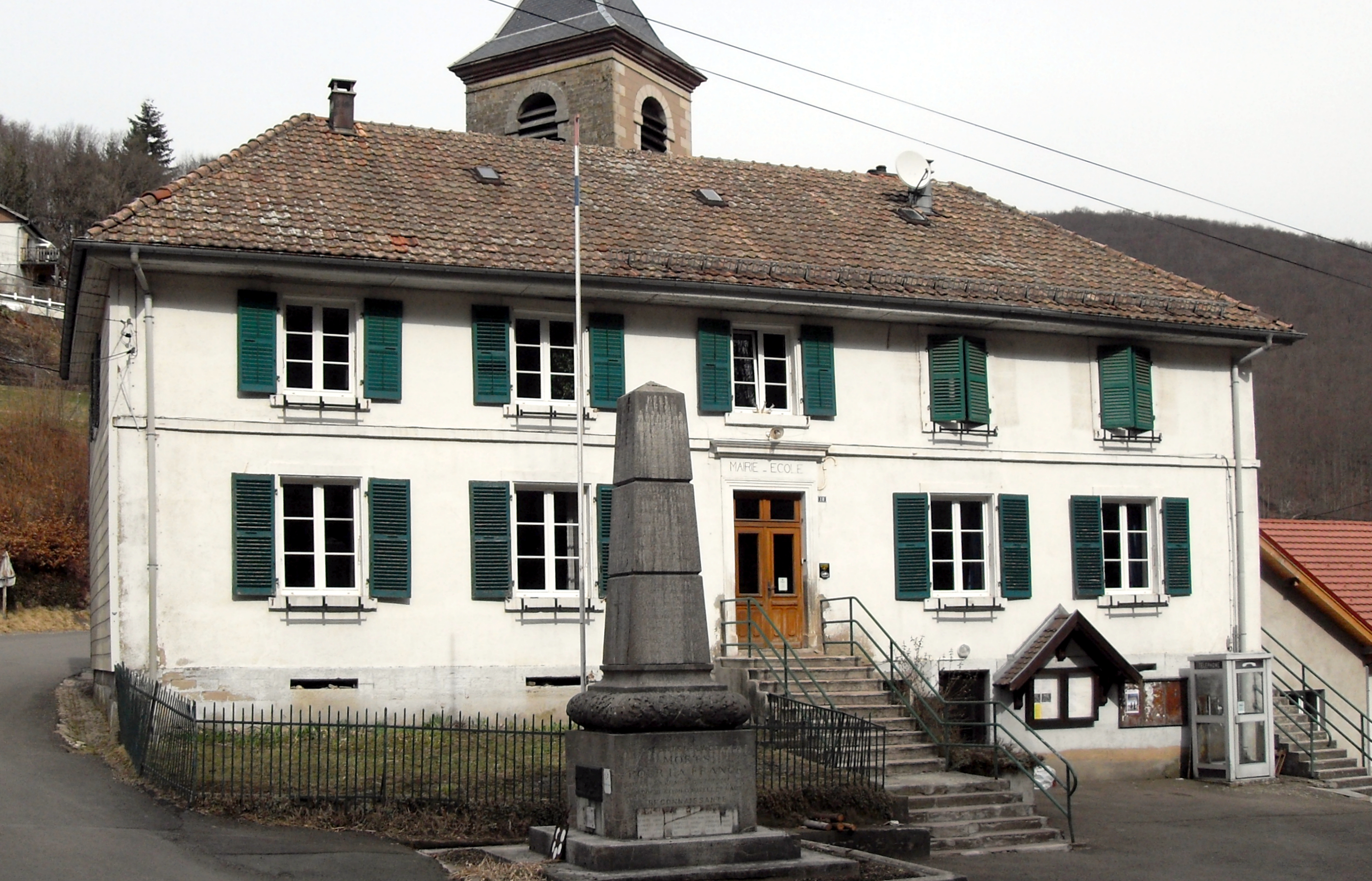
La mairie-école.

| Période                                  | Période        | Identité           | Étiquette | Qualité |
| ---------------------------------------- | -------------- | ------------------ | --------- | ------- |
| Les données manquantes sont à compléter. |                |                    |           |         |
| avant 1995                               | ?              | François Fendeleur |           |         |
| mars 2007                                | 3 juillet 2020 | Chantal Bergdoll   | DVG       |         |
| 3 juillet 2020                           | En cours       | Arnaud Ziegler     | DVG       |         |

### Budget et fiscalité 2015
En 2015, le budget de la commune était constitué ainsi :
- total des produits de fonctionnement : 229 000 €, soit 718 € par habitant ;
- total des charges de fonctionnement : 181 000 €, soit 567 € par habitant ;
- total des ressources d’investissement : 346 000 €, soit 1 084 € par habitant ;
- total des emplois d’investissement : 438 000 €, soit 1 373 € par habitant ;
- endettement : 147 000 €, soit 461 € par habitant.

Avec les taux de fiscalité suivants :
- taxe d’habitation : 11,15 % ;
- taxe foncière sur les propriétés bâties : 15,30 % ;
- taxe foncière sur les propriétés non bâties : 90,96 % ;
- taxe additionnelle à la taxe foncière sur les propriétés non bâties : 0,00 % ;
- cotisation foncière des entreprises : 0,00 %.

La commune est membre de plusieurs structures de coopération intercommunale, dont la Communauté de communes de la Haute-Savoureuse, et le parc naturel régional des Ballons des Vosges.

## Population et société
La commune se distingue par le maintien de traditions vivantes, une certaine qualité de vie, et de nombreuses animations.

### Démographie
L'évolution du nombre d'habitants est connue à travers les recensements de la population effectués dans la commune depuis 1793. Pour les communes de moins de 10 000 habitants, une enquête de recensement portant sur toute la population est réalisée tous les cinq ans, les populations de référence des années intermédiaires étant quant à elles estimées par interpolation ou extrapolation. Pour la commune, le premier recensement exhaustif entrant dans le cadre du nouveau dispositif a été réalisé en 2005.

En 2022, la commune comptait 287 habitants, en évolution de −2,05 % par rapport à 2016 (Territoire de Belfort : −2,78 %, France hors Mayotte : +2,11 %).
| 1793 | 1800 | 1806 | 1821 | 1831 | 1836  | 1841 | 1846 | 1851 |
| ---- | ---- | ---- | ---- | ---- | ----- | ---- | ---- | ---- |
| 650  | 636  | 692  | 745  | 932  | 1 004 | 948  | 960  | 969  |

| 1856 | 1861 | 1866 | 1872 | 1876 | 1881 | 1886 | 1891  | 1896 |
| ---- | ---- | ---- | ---- | ---- | ---- | ---- | ----- | ---- |
| 813  | 916  | 919  | 950  | 928  | 912  | 942  | 1 010 | 866  |

| 1901 | 1906 | 1911 | 1921 | 1926 | 1931 | 1936 | 1946 | 1954 |
| ---- | ---- | ---- | ---- | ---- | ---- | ---- | ---- | ---- |
| 824  | 796  | 714  | 537  | 523  | 456  | 410  | 315  | 315  |

| 1962 | 1968 | 1975 | 1982 | 1990 | 1999 | 2005 | 2006 | 2010 |
| ---- | ---- | ---- | ---- | ---- | ---- | ---- | ---- | ---- |
| 301  | 256  | 228  | 220  | 252  | 305  | 307  | 304  | 310  |

| 2015 | 2020 | 2022 | - | - | - | - | - | - |
| ---- | ---- | ---- | - | - | - | - | - | - |
| 294  | 284  | 287  | - | - | - | - | - | - |

### Enseignement
Les enfants sont accueillis à l'école communale dans le cadre d'un regroupement pédagogique.

### Personnalités liées à la commune
- L'une des célébrités d'Auxelles-Haut est le pilote Camille Plubeau, as français de la Seconde Guerre mondiale, qui y est né le 6 janvier 1910.
- Joseph Briot, né à Auxelles-Haut le 3 février 1888, inventa en 1936 à Louviers la première meuleuse semi-automatique de verre optique, « L'universelle ». Elle permettait de dégrossir les verres de lunettes à partir de gabarits et ce avant une finition manuelle. C'est la première machine – connue – capable de ce genre de travail. L'entreprise Briot, établie à Pont-de-l'Arche, a été rachetée par le groupe Luneau technology operation en 2010.

## Économie
La commune conserve une petite activité industrielle (métaux) et de restauration, ainsi que des gîtes pour l'accueil des touristes.

## Environnement
Une petite partie du territoire communal est classée en réserve naturelle, au sein de la réserve naturelle nationale des Ballons Comtois.

## Culture locale et patrimoine

### Lieux et monuments

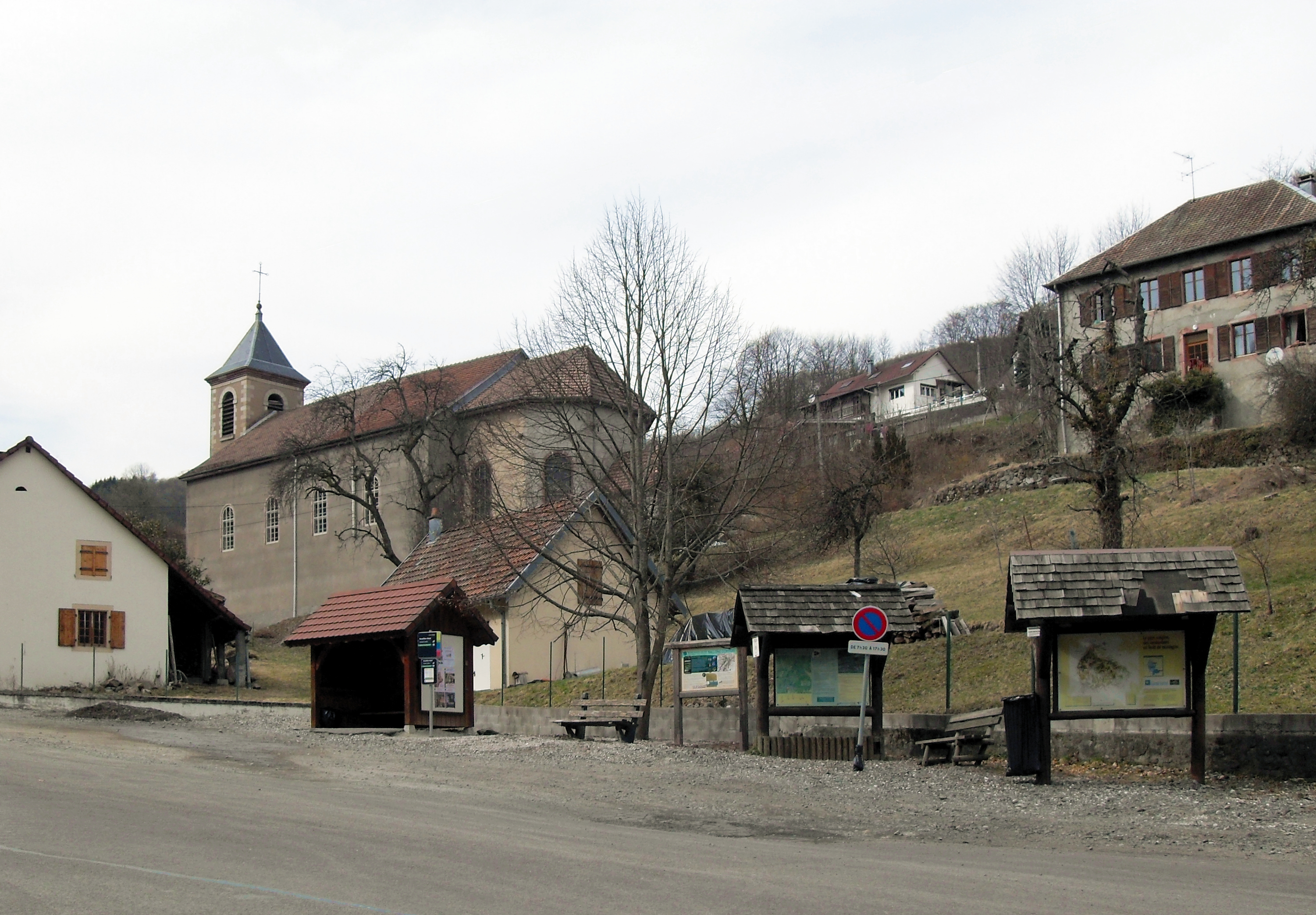
L'église Notre-Dame-Auxiliatrice.
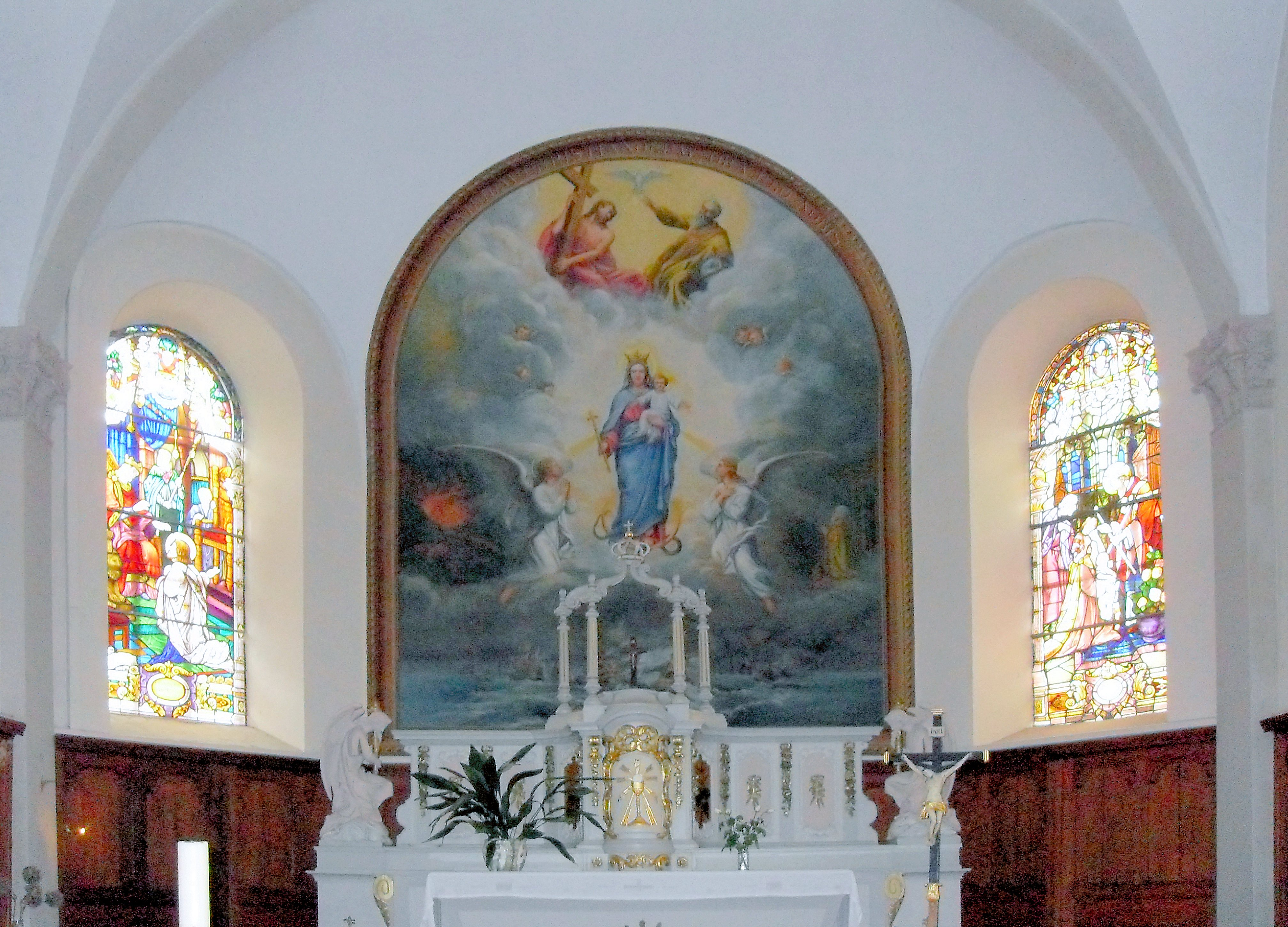
L'autel de l'église.
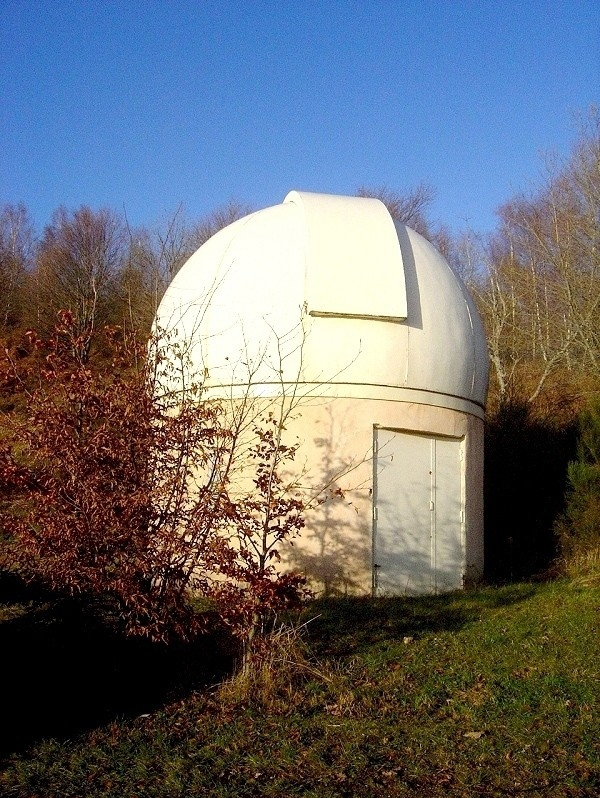
Observatoire du Mont Ménard.

Auxelles-Haut est maintenant un joli village bien situé pour être le point de départ de sentiers qui conduiront notamment le randonneur, par des crêtes plantées de beaux hêtres, au sommet de la Planche des Belles Filles, à 1 148 mètres d'altitude, d'où il aura une vue superbe sur toute la Trouée de Belfort, la Forêt-Noire vers l'est et, si le temps est dégagé, les pics des Alpes au-delà des crêtes du Jura, et particulièrement, le mont Blanc. Plus près, la lande du Mont-Ménard, très facilement accessible depuis le cœur du village, ou la Chaume du Querty, plus éloignée, offrent aussi de beaux panoramas et un grand dépaysement. Plusieurs sentiers balisés et entretenus par le Comité départemental de la randonnée et le conseil départemental du Territoire de Belfort offrent de belles possibilités de promenades, courtes ou longues.
- L'église Notre-Dame-Auxiliatrice[23] et son orgue[24].
- Patrimoine industriel : maison, puis usine de décolletage Plubeau et Cie[25].
- Observatoire du Mont Ménard[26].
- Monuments commémoratifs[27],[28].

## Pour approfondir